# HKS (Flugzeug)
HKS ist die Typenbezeichnung zweier unterschiedlicher Segelflugzeuge. Zum einen des Doppelsitzers HKS 1 und zum anderen des Einsitzers HKS 3.

## HKS 1

### Vorgeschichte

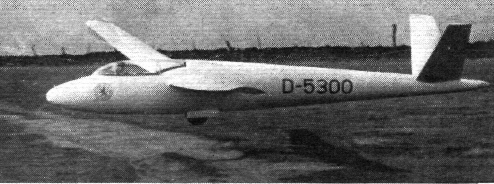
HKS 1 (D-5300)

Die Konstrukteursgemeinschaft Haase-Kensche-Schmetz entwickelte 1952 den doppelsitzigen Leistungssegler HKS 1.
Ziel war es die neusten Erkenntnisse der Aerodynamik und die Verbesserung der Bautechniken insbesondere in Hinsicht auf die Schnellflugleistungen zu nutzen.
Initiator der Entwicklung war Ferdinand Bernhard Schmetz, ein Fabrikant von Nähmaschinennadeln aus Herzogenrath bei Aachen, der selber begeisterter Segelflieger war und dessen Fabrik ein kleiner Flugzeugbau angeschlossen war. Dort wurden während des Zweiten Weltkriegs etwa 650 Segelflugzeuge vom Typ DFS Olympia Meise sowie weitere Typen hergestellt. Nach dem Krieg arbeiteten Ernst Günter Haase und Heinz Kensche in seiner Fabrik. 1952 fanden die Segelflugweltmeisterschaften in Madrid statt und boten den deutschen Piloten erstmals seit Ende des Zweiten Weltkriegs die Gelegenheit, den aktuellen Stand der internationalen Entwicklung zu studieren. Das gab den Anstoß zur Entwicklung der HKS 1.
Man entschied sich zur Entwicklung eines Doppelsitzers. Man sah in der Klasse ein größeres Potenzial.

### Konstruktion

#### Flügel
Für den Flügel wählte man ein NACA 652714 mit maximaler Dicke von 14 %. Die Erfahrungen mit der Ross-Johnson RJ-5 zeigten, dass Störungen der Grenzschicht durch Spalte zu erheblichen Leistungsverlusten führten. Daher wurde die Flügelhinterkante elastisch verstellbar konstruiert, so dass sowohl Wölbklappen als auch Querruder ohne Spalten auf der Flügeloberseite hergestellt wurden. Aus demselben Grund verzichtete man auf Bremsklappen im Flügel und verbaute stattdessen einen Bremsschirm im Rumpfheck.
Beim Flügelbau versuchte man größte Aufmerksamkeit auf die Profiltreue zu legen. Hierzu wurde eine Struktur aus einer Innenlage von 0,6 mm Sperrholz darauf 6 mm PVC-Schaumstoff und wieder 1,5 mm (Flügelwurzel) – 1 mm (Flügelende) Sperrholz als Außenlage hergestellt. Die erreichte Genauigkeit lag bei nur ±0,05 mm Profilabweichung über 50 mm Länge. Gestützt wurde diese Schale von einer aufwendigen Rippenkonstruktion. Der Holm wurde als Doppelkastenholm aus Holz mit einem Hilfsholm im hinteren Flügelteil realisiert.

#### Rumpf
Der Rumpf bekam eine optimierte Haubenform und hatte ein gefedertes Einziehfahrwerk und eine ebenfalls einziehbare Bugkufe.
Der Bremsschirm wurde als Bänderschirm mit einem Durchmesser von 1,3 m ausgeführt.

#### Leitwerk
Das Leitwerk wurde zur Verringerung des Widerstandes als gedämpftes V-Leitwerk gebaut.

#### Einsatz und Verbleib
Die HKS 1 D-5300 wurde von Haase am 19. Juli 1953 in Düsseldorf eingeflogen.
Mit der HKS 1 V1 wurden mehrere Rekorde erflogen. Unter anderem wurde der Deutsche Rekord über 100 km Dreiecksflug zweimal verbessert. Ernst Günther Haase nahm mit der HKS 1 V1 an den Segelflugweltmeisterschaften 1954 in Camphill (Großbritannien) teil.
Rolf Kunz setzte die HKS 1 V1 Bei der Segelflugweltmeisterschaft 1958 in Leźno (Polen) ein, wo sie beim Rücktransport nach einem 500 km Flug durch einen ins Schlingern gekommenen Anhänger zerstört wurde.
1954 förderte das Land Nordrhein-Westfalen den Bau einer zweiten Maschine, der HKS 1 V2 D-5555. Die Maschine wurde mehrfach umgebaut und für Wellen- und Messflüge, auch von der Akaflieg Braunschweig benutzt. Durch die Gewichtszunahme infolge diverser Umbauten und Überarbeitungen durfte die D-5555 ab 1966 nur noch einsitzig geflogen werden. Am 22. Januar 1973 wurde die HKS 1 vom LBA aus dem Verzeichnis der zugelassenen Segelflugzeuge gelöscht. 1978 schenkte der Landesverband Nordrhein-Westfalen des Deutschen Aero Clubs die HKS dem Deutschen Segelflugmuseum mit Modellflug auf der Wasserkuppe.
Bis Herbst 2007 lagerte die HKS in einem Schuppen, bis das Werkstattteam des Segelflugmuseums im Oktober den „Dinosaurier“ in die Werkstatt des neuerrichteten Erweiterungsbaus holte. Große Bereiche der mit Kasein verleimten Konstruktion wurden ersetzt und die durch Wassereinbrüche zerstörten Teile neugebaut. Das Projekt HKS 1 V2, D-5555 – zurückgebaut zur zweisitzigen Ursprungsversion – wurde Ende April 2009 abgeschlossen. Die HKS ist in der großen Ausstellungshalle des Deutschen Segelflugmuseums auf der Wasserkuppe zu besichtigen.

## HKS 3

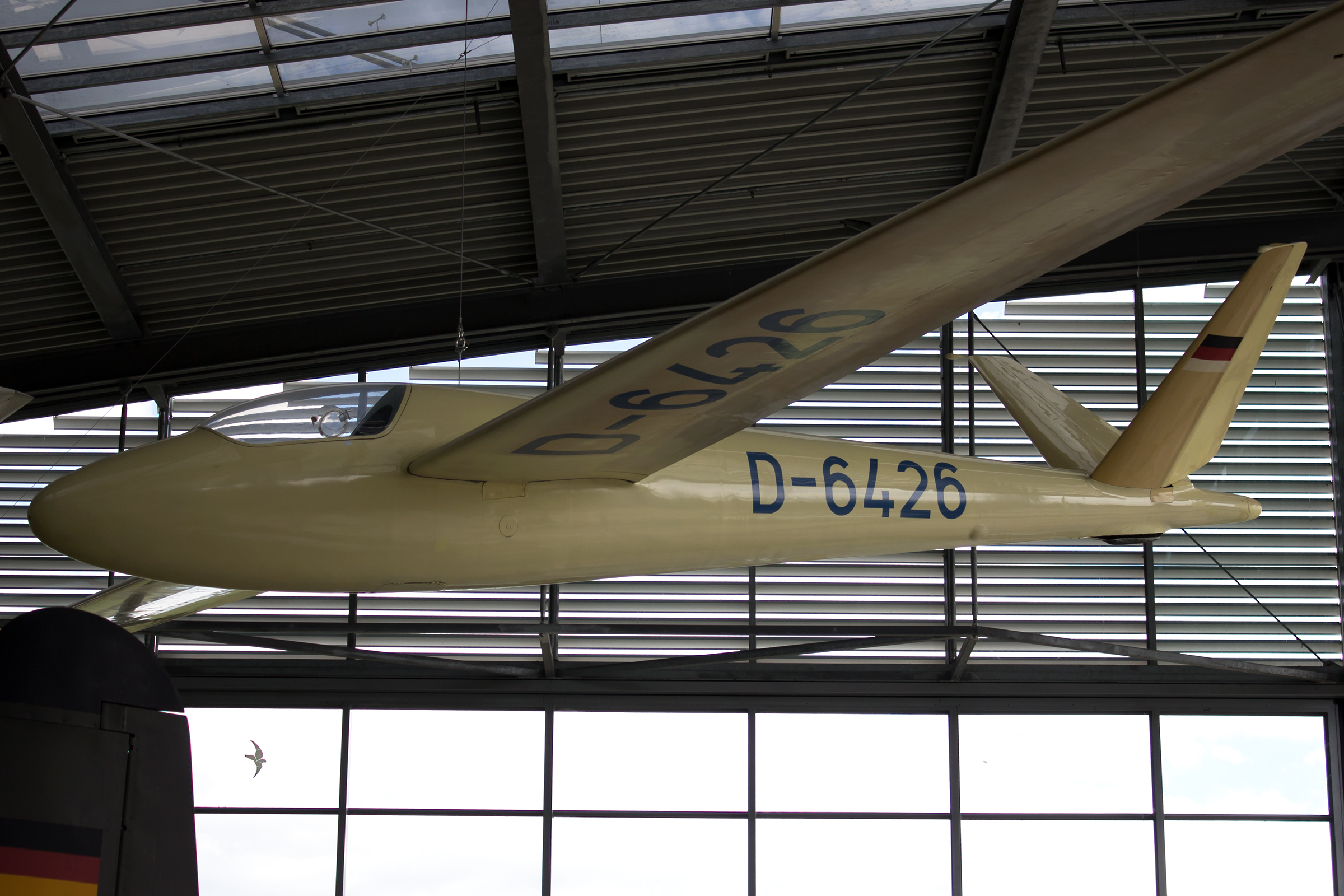
HKS 3 in der Flugwerft des Deutschen Museums in Schleißheim

Haase war zusammen mit Kensche und Schmetz Konstrukteur des Rekord- und Weltmeistersegelflugzeuges von 1958. Besonderes Kennzeichen war die elastische Profilwölbung des hinteren Flügelteils zur Quersteuerung und Auftriebsänderung in Vervollkommnung der damals üblichen Holzbauweise für Segelflugzeuge. Die Flügelhaut bestand aus zwei Sperrholzlagen mit zwischenliegender Schaumstoffschicht. Die Holmgurte waren aus Leichtmetall, das Flugzeug hatte ein V-Leitwerk und einen Bremsschirm. Durch mehrmaliges Spachteln und Schleifen wurde eine sehr hohe Profilgenauigkeit erreicht, was sich sofort in den Flugleistungen bemerkbar machte. Die HKS 3 erwies sich als unverzichtbares Bindeglied zum ersten Kunststoffflugzeug fs 24 Phönix mit Laminarprofil und dessen Nachfolger Phoebus.

## Technische Daten
| Kenngröße             | HKS 1                                  | HKS 3           |
| --------------------- | -------------------------------------- | --------------- |
| Besatzung             | 1 / 2                                  | 1               |
| Rumpflänge            | 8,4 m                                  | 7,16 m          |
| Spannweite            | 19 m                                   | 17,2 m          |
| Flügelfläche          | 18,3 m²                                | 15 m²           |
| Flügelstreckung       | 19,7                                   | 20              |
| Flügelprofil          | NACA 652714                            | NACA 65215-1116 |
| Rüstmasse             | 440 kg                                 | 220 kg          |
| max. Startmasse       | 530 kg (einsitzig) 620 kg (zweisitzig) | 380 kg          |
| Flächenbelastung      | 29 kg/m²                               | 22 kg/m²        |
| Höchstgeschwindigkeit | 230 km/h                               | 200 km/h        |
| Gleitzahl             | 38 bei 90 km/h                         | 37 bei 85 km/h  |